# Починок Віктор Якович
Ві́ктор Я́кович Почино́к (1 травня1915, Київ — 7 грудня 1999, м. Боярка, Київська обл.) — український вчений-хімік, доктор хімічних наук (1961), професор (1962). Лауреат Державної премії УРСР в галузі науки і техніки (1970).

## Життєпис
У 1939 році закінчив хімічний факультет Київського національного університету імені Т. Г. Шевченка, у 1947 році — аспірантуру кафедри органічної хімії хімічного факультету.
Учасник бойових дій у Другій світовій війні з червня 1941 року до грудня 1945 — командир взводу хімічного батальйону, старший хімік, командир частини (Південно-Західний, Брянський, 2-й Український фронти). У Київському національному університеті працював як до, так і після війни: у 1940—1941 роках був асистентом кафедри органічної хімії, у 1946 році повернувся до викладацької роботи. У 1963 році заснував кафедру хімії мономерів і полімерів, яку очолював до 1987 року. У 1978—1982 роках був деканом хімічного факультету.
Викладав курси «Хімія мономерів і полімерів», «Методи одержання мономерів».

## Наукова діяльність
У 1947 році захистив кандидатську дисертацію на тему «Синтез и определение строения триазен-спиртов», а у 1961 — докторську дисертацію на тему «Тріазени, їх синтез і реакція їх розщеплення». Вже через рік йому було присвоєно вчене звання професора (1962).
Сфера наукових інтересів: хімія гетероциклічних сполук, хімія ВМС і полімерів, створення базових матеріалів для запису інформації в безсрібних процесах.
При дослідженні конденсованих тетразолів відкрив явище азидо-тетразольної таутомерії. Вперше запропонував жирноароматичні триазени як реагенти для алкілування.
Підготував 23 кандидати, 2 доктори наук.
Читав лекції в університетах Республіки Куба (Санта-Клара, Гавана, Сант-Яго, 1966), Німеччини (Лейпциг, 1965; Дрезден, 1974).
Член Вченої ради Київського національного університету імені Т. Г. Шевченко. ради хімічного факультету, наукової ради з проблем високоолекулярних сполук, кваліфікаційної наукової ради Інституту органічної хімії АН УРСР і Київського національного університету, ради Всесоюзного семінару із способів запису на безсрібних носіях, комісії з хімії фотографічних процесів АН УРСР. Член редколегії збірника «Способы записи информации на бессеребряных носителях (необычные фотографические процессы)», «Український хімічний журнал». 

## Праці
Автор понад 210 наукових праць, у тому числі 2 монографій, 25 авторських свідоцтв.
Основні праці:
- Действие магний-бромфенила. К., 1949;
- Новый чувствительный реактив. К., 1949;
- Триазеноспирты из пара-азидоацетофена. К., 1951;
- Триазены. Монография. К., 1968.

## Відзнаки і нагороди
Нагороджений орденами Червоної Зірки (1944), Вітчизняної війни (1945), 12 медалями.
Лауреат Державної премії УРСР в галузі науки і техніки (1970).